# Костёл Святой Анны (Дукштос)
Костёл Святой Анны (лит. Šventos Onos bažnyčia) — католический храм с чертами неоготики в деревне Дукштос (Дукшты) Вильнюсского района, в 8 км к юго-востоку от Майшягалы. Богослужения на польском языке. На кладбище при костёле похороненные известные пиары — профессор Виленского университета Филип Нериуш Голянский, Серадзкий, Р. Данилович, Глоговский.

## История

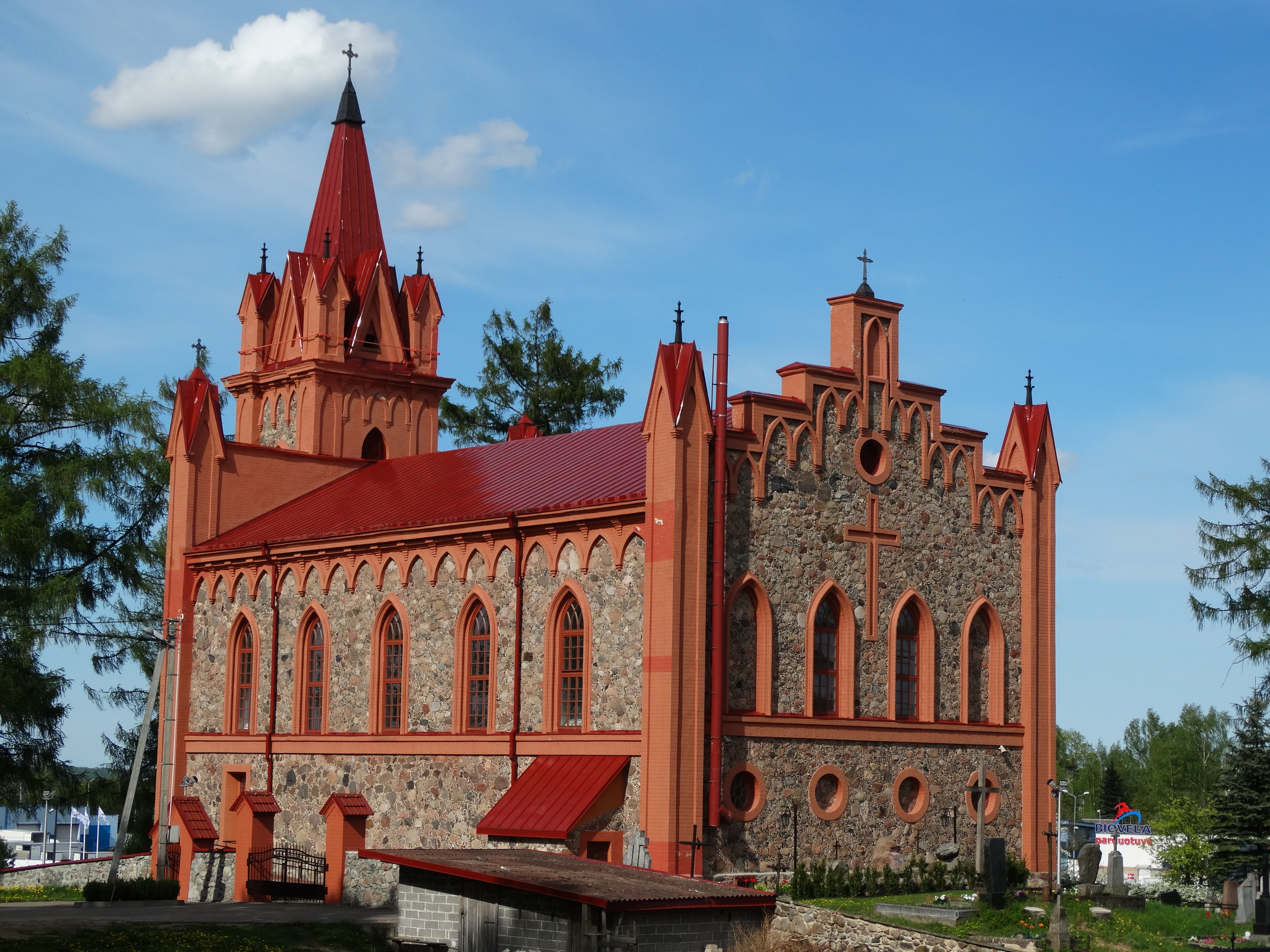
Общий вид костёла Святой Анны

В 1647 года в Дукштах была заложена на средства Дороты Довборовой из рода князей Гедройцев часовня (по другим сведениям костёл) из красного кирпича. По некоторым данным, Доротой Довборовой был основан небольшой костёл во имя Благовещения Пресвятой Богородицы . В 1750 году часовня (или прежний храм) перешла под опеку виленских пиаров. В 1772 году при ректоре Михале Фронцкевиче часовня была перестроена в храм из дерева и камня. В 1777 году стараниями епископа виленского Игнацы Якуба Масальского был учреждён приход. 
Ректор виленских пиаров одновременно был настоятелем костёла в Дукштах. После упразднения монастырей пиаров в Литве (1842) в Дукштах обосновался последний провинциал и ректор пиаров священник Йоахим Дембинский, известный литератор того времени, автор сочинений религиозно-философской тематики и перевода на польский язык «Философии жизни» Фридриха Шлегеля (Вильно, 1840). 
Стараниями Дембинского на пожертвования местных жителей, жителей Вильно и других городов в 1850—1856 годах был возведён новый костёл по проекту архитекторов Томаша Тышецкого и Густава Шахта. Значительные пожертвования сделал композитор Станислав Монюшко; за шесть лет на храм было собрано 15 тысяч рублей серебром, Тышецкий руководил строительством безвозмездно. Храм с большими торжествами был освящён во имя Святой Анны 11 октября 1856 года. 

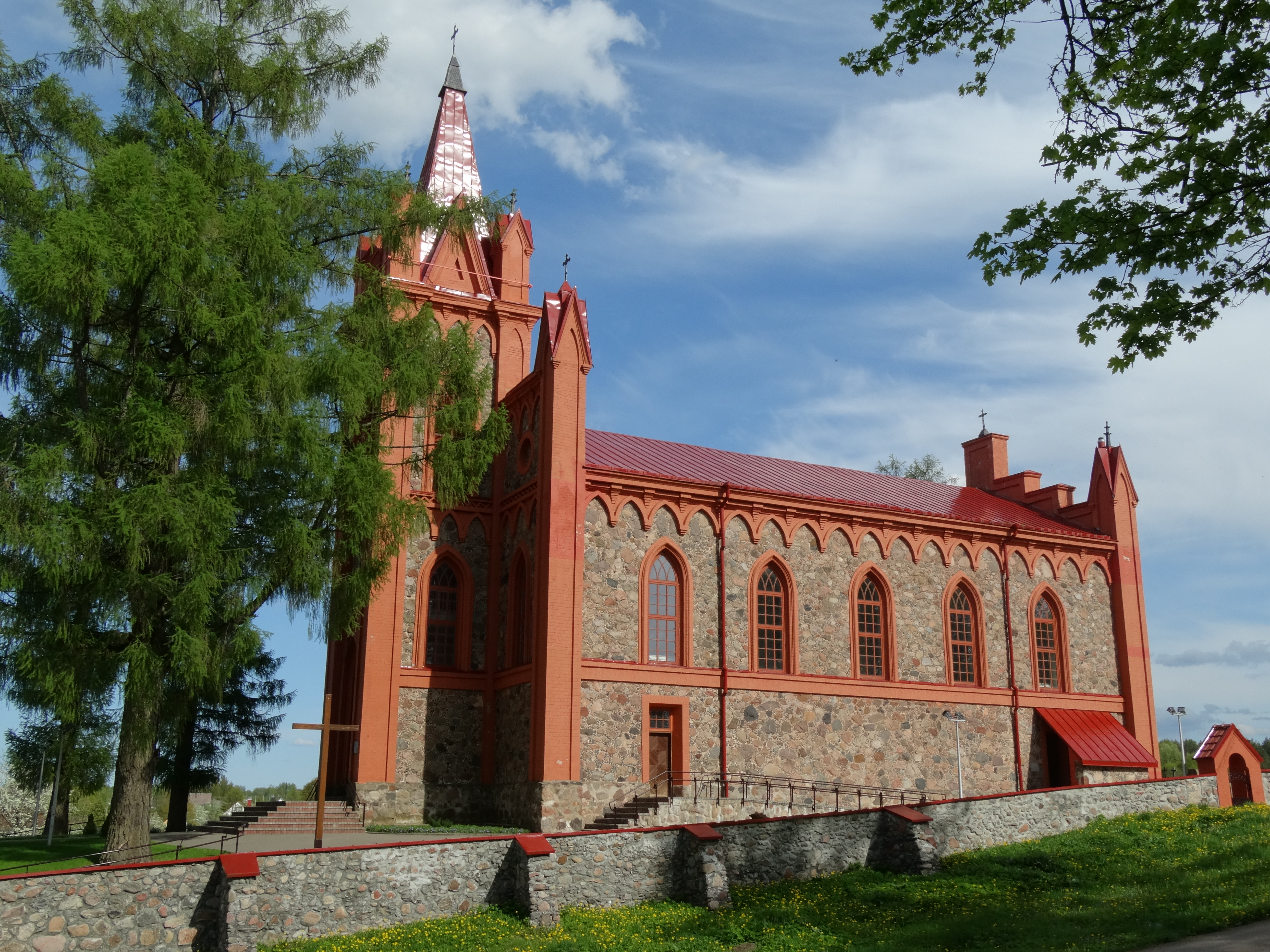
Западный фасад

В ситуации, когда российскими властями католические храмы и монастыри в Литве закрывались, возведение нового костёла вызвало энтузиазм. Алтарные картины ему пожертвовали художники любители граф Станислав Коссаковский, написавший титульную картину «Святая Анна», граф Мариан Чапский, Казимира Скирмонт и другие. Из Парижа был прислан образ Пресвятой Матери Божией, принадлежавший поэту Адаму Мицкевичу.
В 1868—1915 годах костёл был православной церковью. В 1918 году храм был возвращён католической церкви, восстановлен и стал приходским. 

## Архитектура
Костёл стоит на холме, построен из камня и красного кирпича с элементами неоготики. Храм в плане прямоугольный, однобашенный, с декоративными башенками по углам, без апсиды.